# Сычёв, Вячеслав Владимирович
Вячеслав Владимирович Сычёв (11 декабря 1933, Одесса — 14 февраля 2023, Москва) — советский и российский учёный, доктор технических наук, профессор МЭИ; специалист в области термодинамики. Заслуженный деятель науки Российской Федерации (1996).

## Биография
Родился 11 декабря 1933 года в Одессе в семье Владимира Александровича и Антонины Никаноровны Сычёвых.
По окончании в 1957 году Московского энергетического института по специальности теплофизика работал там же инженером (1957—1960 годы). Затем перешёл в Институт высоких температур Академии наук СССР (ныне Объединённый институт высоких температур РАН), научный сотрудник с 1960 по 1974 год, с 1963 года заместитель директора по научной работе. Затем — директор ВНИИ метрологической службы (1974—1977) и директор Всесоюзного научно-технического информационного центра (1977—1979).
С 1979 по 1983 год заместитель председателя Государственного комитета СССР по науке и технике; в 1983—1991 годах секретарь СЭВ.
С 1974 года возглавлял кафедру «Теоретические основы теплотехники» в Московском энергетическом институте.
Умер 14 февраля 2023 года в Москве.

## Из библиографии
За годы своей деятельности был автором более 200 печатных работ, в числе которых монографии и книги, выдержавшие многие издания:
- «Сложные термодинамические системы»,
- Дифференциальные уравнения термодинамики / В. В. Сычёв. — 3-е изд., перераб. — Москва : МЭИ, 2010. — 250 с. : ил., табл.; 25 см; ISBN 978-5-383-00584-2,
- «Техническая термодинамика» / В. А. Кириллин, А. Е. Шейндлин, В. В. Сычёв. — 2-е изд. — М., 1974.
- «Стабилизация сверхпроводящих магнитных систем» (в соавторстве).
- «Техническая термодинамика».

## Членство в Советах и Академиях
Являлся действительным членом Академии творчества (Москва), Академии технологических наук РФ и Академии электротехнических наук РФ, членом экспертного совета ВАК при Министерстве образования и науки РФ и Диссертационного совета МЭИ.

## Заслуги
За свою научную работу Вячеслав Владимирович Сычёв дважды удостаивался Государственной премии СССР (1976, 1988), Государственной премии Российской Федерации (1996), дважды — премии Правительства РФ (2008, 2010), а также премии им. И. И. Ползунова Академии наук СССР (1984), премии и медали им. Дж. У. Гиббса Академии Творчества (1993). Был награждён орденом Дружбы народов (1983) и медалями. Также был удостоен премии Московского энергетического института «Почёт и признание Поколений» (2013).

## Семья
Жена — Сычёва Елена Николаевна (род. 1941), двое сыновей — Владимир (род. 1975) и Николай (род. 1977).